# Siscu Baiges
Francesc Baiges Planas (Barcelona, 16 octubre de 1956), conegut també com a Siscu Baiges, és un periodista català. És autor del llibre Banca Catalana: Más que un banco, más que una crisis (1985), la primera obra sobre la història de Banca Catalana, des de la seva fundació el 1959 a partir d'una modesta entitat local, fins a la seva crisi i la posterior acció fiscal, explicant el com i el perquè de la seva crisi bancària convencional. Va continuar la seva trajectòria periodística especialitzant-se en política internacional, cooperació al desenvolupament i solidaritat, rebent diversos premis per la seva trajectòria. En l'actualitat és vicepresident de l'ONG Solidaritat i Comunicació (SICOM), col·laborador de Catalunya Plural-El Diari, El Triangle i El Periódico de Catalunya, a més de professor a la Facultat de Ciències de la Comunicació de la Universitat Autònoma de Barcelona.

## Trajectòria
Llicenciat en Ciències de la Informació (1980) per la Universitat Autònoma de Barcelona i en Psicologia (1985) per la Universitat de Barcelona, va iniciar la seva trajectòria periodística a El Món: setmanari d'informació general (1982-1984) i (1985-1989), i Ràdio 4 (1984-1985), època en la qual va incidir en el periodisme de recerca i denúncia a Catalunya coescrivint llibres com Banca Catalana, más que una banca, más que una crisis (1985) -un llibre de recerca periodística escrit per Baiges al costat d'Enric González i Jaume Reixach, que va trigar gairebé un any a publicar-se, desvetllant claus de la història i la crisi de l'entitat- Por contarlo que no quede (1986), i Jordi Pujol, historia de una obsesión (1991) aportant claus tant de la història industrial i econòmica de Catalunya de l'època, com de la mateixa Banca Catalana.
De 1989 a 1994 va treballar a la redacció del Diari de Barcelona (1989-1994) i posteriorment a Com Ràdio (1994-2013), a més de realitzar col·laboracions a mitjans com El Triangle, La Vanguardia, Alterantivas Econòmicas, Crònica Global, Catalunya Plural - El Diario i El Periódico de Catalunya.
Especialitzat en política internacional i cooperació al desenvolupament ha rebut diversos premis per la seva trajectòria solidària, especialment pel seu treball al programa de ràdio Tots x Tots de Com Ràdio. I el 2002 va escriure ONGD. historia, aciertos y fracasos de quienes quieren ayudar al Tercermundo, plantejant el debat sobre el paper de les ONGD a Espanya, les seves contradiccions i els seus reptes.
És vicepresident de SICOM Solidaritat i Comunicació, una ONG creada el 1995 formada per professionals de la comunicació que té entre els seus objectius fomentar el periodisme crític. En aquest marc, el 2013 va participar en el documental "Determinants de la salut, el negoci de la vida", denunciant la situació de la sanitat pública i la precarització i les desigualtats.
Des de 2015 és professor associat a la Facultat de Periodisme de la Universitat Autònoma de Barcelona, impartint entre altres assignatures "periodisme internacional" i "Producció periodística multiplataforma".

## Publicacions
- Banca Catalana, más que una banca, más que una crisis. (1985) Francesc Baiges, Enric González i Jaume Reixach. Plaza & Janés
- Por contarlo que no quede (1986) Francesc Baiges i Pedro Cullell B 21331-1986
- Jordi Pujol, historia de una obsesión (1991) Francesc Baiges, Enric González i Jaume Reixach. Ediciones Temas de Hoy
- Las ONGs de desarrollo en España, los dilemas de la cooperación (1996) Flor del Viento
- ONGD. historia, aciertos y fracasos de quienes quieren ayudar al Tercermundo (2002) Siscu Baiges, pròleg de Rosa Regás i Ignasi Carreras. Intermón Oxfam - Plaza & Janés ISBN 8484509788

## Documentals
- La Plataforma, el documental (2011-2012)[11]
- La Salut el negoci de la vida (2013-2014)[9]

## Premis
- 2008 Premi Joaquim Gomis a la trajectòria professional atorgat per Cristianisme i Justícia, Justícia i Pau, la Fundació per la Pau, Cultura de Pau, Foc Nou i El Cérvol.[12]
- 2011 Premi per la seva trajectòria professional en la 17a edició dels Premis als Mitjans de comunicació que atorga el Consell Municipal de Benestar Social de l'Ajuntament de Barcelona.[13]
- 2013 Premi del Consell Audiovisual de Catalunya per la seva trajectòria de foment de la diversitat en l'àmbit de la comunicació audiovisual.[14]